# Lista planetelor minore/1001–1100
Aceasta este Lista planetelor minore/1001–1100; pentru a naviga prin lista completă vezi Lista planetelor minore.
Pentru ale detalii vezi și Proiect:Astronomie sau Portal:Astronomie.
| Nume             | Denumire provizorie | Data descoperirii  | Locul descoperirii      | Descoperitor(i)                |
| ---------------- | ------------------- | ------------------ | ----------------------- | ------------------------------ |
| 1001 Gaussia     | 1923 OA             | 8 august 1923      | Crimeea-Simeiz⁠(d)       | S. I. Beliavskii               |
| 1002 Olbersia    | 1923 OB             | 15 august 1923     | Crimeea-Simeiz          | V. A. Albițkii                 |
| 1003 Lilofee     | 1923 OK             | 13 septembrie 1923 | Heidelberg              | K. Reinmuth                    |
| 1004 Belopolskya | 1923 OS             | 5 septembrie 1923  | Crimeea-Simeiz⁠(d)       | S. I. Beliavskii               |
| 1005 Arago       | 1923 OT             | 5 septembrie 1923  | Crimeea-Simeiz          | S. I. Beliavskii               |
| 1006 Lagrangea   | 1923 OU             | 12 septembrie 1923 | Crimeea-Simeiz          | S. I. Beliavskii               |
| 1007 Pawlowia    | 1923 OX             | 5 octombrie 1923   | Crimeea-Simeiz          | V. A. Albițkii                 |
| 1008 La Paz      | 1923 PD             | 31 octombrie 1923  | Heidelberg              | M. F. Wolf                     |
| 1009 Sirene      | 1923 PE             | 31 octombrie 1923  | Heidelberg              | K. Reinmuth                    |
| 1010 Marlene     | 1923 PF             | 12 noiembrie 1923  | Heidelberg              | K. Reinmuth                    |
| 1011 Laodamia    | 1924 PK             | 5 ianuarie 1924    | Heidelberg              | K. Reinmuth                    |
| 1012 Sarema      | 1924 PM             | 12 ianuarie 1924   | Heidelberg              | K. Reinmuth                    |
| 1013 Tombecka    | 1924 PQ             | 17 ianuarie 1924   | Alger                   | V. P Jehovskii                 |
| 1014 Semphyra    | 1924 PW             | 29 ianuarie 1924   | Heidelberg              | K. Reinmuth                    |
| 1015 Christa     | 1924 QF             | 31 ianuarie 1924   | Heidelberg              | K. Reinmuth                    |
| 1016 Anitra      | 1924 QG             | 31 ianuarie 1924   | Heidelberg              | K. Reinmuth                    |
| 1017 Jacqueline  | 1924 QL             | 4 februarie 1924   | Alger                   | V. P Jehovskii                 |
| 1018 Arnolda     | 1924 QM             | 3 martie 1924      | Heidelberg              | K. Reinmuth                    |
| 1019 Strackea    | 1924 QN             | 3 martie 1924      | Heidelberg              | K. Reinmuth                    |
| 1020 Arcadia     | 1924 QV             | 7 martie 1924      | Heidelberg              | K. Reinmuth                    |
| 1021 Flammario   | 1924 RG             | 11 martie 1924     | Heidelberg              | M. F. Wolf                     |
| 1022 Olympiada   | 1924 RT             | 23 iunie 1924      | Crimeea-Simeiz⁠(d)       | V. A. Albițkii                 |
| 1023 Thomana     | 1924 RU             | 25 iunie 1924      | Heidelberg              | K. Reinmuth                    |
| 1024 Hale        | 1923 YO13           | 2 decembrie 1923   | Williams Bay⁠(d)         | G. Van Biesbroeck⁠(d)           |
| 1025 Riema       | 1923 NX             | 12 august 1923     | Heidelberg              | K. Reinmuth                    |
| 1026 Ingrid      | 1923 NY             | 13 august 1923     | Heidelberg              | K. Reinmuth                    |
| 1027 Aesculapia  | 1923 YO11           | 11 noiembrie 1923  | Williams Bay⁠(d)         | G. Van Biesbroeck⁠(d)           |
| 1028 Lydina      | 1923 PG             | 6 noiembrie 1923   | Crimeea-Simeiz⁠(d)       | V. A. Albițkii                 |
| 1029 La Plata    | 1924 RK             | 28 aprilie 1924    | La Plata Observatory⁠(d) | J. Hartmann⁠(d)                 |
| 1030 Vitja       | 1924 RQ             | 25 mai 1924        | Crimeea-Simeiz⁠(d)       | V. A. Albițkii                 |
| 1031 Arctica     | 1924 RR             | 6 iunie 1924       | Crimeea-Simeiz          | S. I. Beliavskii               |
| 1032 Pafuri      | 1924 SA             | 30 mai 1924        | Johannesburg⁠(d)         | H. E. Wood⁠(d)                  |
| 1033 Simona      | 1924 SM             | 4 septembrie 1924  | Williams Bay⁠(d)         | G. Van Biesbroeck⁠(d)           |
| 1034 Mozartia    | 1924 SS             | 7 septembrie 1924  | Crimeea-Simeis⁠(d)       | V. A. Albițkii                 |
| 1035 Amata       | 1924 SW             | 29 septembrie 1924 | Heidelberg              | K. Reinmuth                    |
| 1036 Ganymed     | 1924 TD             | 23 octombrie 1924  | Hamburg-Bergedorf       | W. Baade                       |
| 1037 Davidweilla | 1924 TF             | 29 octombrie 1924  | Alger                   | V. P Jehovskii                 |
| 1038 Tuckia      | 1924 TK             | 24 noiembrie 1924  | Heidelberg              | M. F. Wolf                     |
| 1039 Sonneberga  | 1924 TL             | 24 noiembrie 1924  | Heidelberg              | M. F. Wolf                     |
| 1040 Klumpkea    | 1925 BD             | 20 ianuarie 1925   | Alger                   | V. P Jehovskii                 |
| 1041 Asta        | 1925 FA             | 22 martie 1925     | Heidelberg              | K. Reinmuth                    |
| 1042 Amazone     | 1925 HA             | 22 aprilie 1925    | Heidelberg              | K. Reinmuth                    |
| 1043 Beate       | 1925 HB             | 22 aprilie 1925    | Heidelberg              | K. Reinmuth                    |
| 1044 Teutonia    | 1924 RO             | 10 mai 1924        | Heidelberg              | K. Reinmuth                    |
| 1045 Michela     | 1924 TR             | 19 noiembrie 1924  | Williams Bay⁠(d)         | G. Van Biesbroeck⁠(d)           |
| 1046 Edwin       | 1924 UA             | 1 decembrie 1924   | Williams Bay            | G. Van Biesbroeck              |
| 1047 Geisha      | 1924 TE             | 17 noiembrie 1924  | Heidelberg              | K. Reinmuth                    |
| 1048 Feodosia    | 1924 TP             | 29 noiembrie 1924  | Heidelberg              | K. Reinmuth                    |
| 1049 Gotho       | 1925 RB             | 14 septembrie 1925 | Heidelberg              | K. Reinmuth                    |
| 1050 Meta        | 1925 RC             | 14 septembrie 1925 | Heidelberg              | K. Reinmuth                    |
| 1051 Merope      | 1925 SA             | 16 septembrie 1925 | Heidelberg              | K. Reinmuth                    |
| 1052 Belgica     | 1925 VD             | 15 noiembrie 1925  | Uccle⁠(d)                | E. Delporte                    |
| 1053 Vigdis      | 1925 WA             | 16 noiembrie 1925  | Heidelberg              | M. F. Wolf                     |
| 1054 Forsytia    | 1925 WD             | 20 noiembrie 1925  | Heidelberg              | K. Reinmuth                    |
| 1055 Tynka       | 1925 WG             | 17 noiembrie 1925  | Alger                   | E. Buchar⁠(d)                   |
| 1056 Azalea      | 1924 QD             | 31 ianuarie 1924   | Heidelberg              | K. Reinmuth                    |
| 1057 Wanda       | 1925 QB             | 16 august 1925     | Crimeea-Simeiz⁠(d)       | G. A. Șain                     |
| 1058 Grubba      | 1925 MA             | 22 iunie 1925      | Crimea-Simeiz           | G. A. Șain                     |
| 1059 Mussorgskia | 1925 OA             | 19 iulie 1925      | Crimea-Simeiz           | V. A. Albițkii                 |
| 1060 Magnolia    | 1925 PA             | 13 august 1925     | Heidelberg              | K. Reinmuth                    |
| 1061 Paeonia     | 1925 TB             | 10 octombrie 1925  | Heidelberg              | K. Reinmuth                    |
| 1062 Ljuba       | 1925 TD             | 11 octombrie 1925  | Crimeea-Simeiz⁠(d)       | S. I. Beliavskii               |
| 1063 Aquilegia   | 1925 XA             | 6 decembrie 1925   | Heidelberg              | K. Reinmuth                    |
| 1064 Aethusa     | 1926 PA             | 2 august 1926      | Heidelberg              | K. Reinmuth                    |
| 1065 Amundsenia  | 1926 PD             | 4 august 1926      | Crimeea-Simeiz⁠(d)       | S. I. Beliavskii               |
| 1066 Lobelia     | 1926 RA             | 1 septembrie 1926  | Heidelberg              | K. Reinmuth                    |
| 1067 Lunaria     | 1926 RG             | 9 septembrie 1926  | Heidelberg              | K. Reinmuth                    |
| 1068 Nofretete   | 1926 RK             | 13 septembrie 1926 | Uccle⁠(d)                | E. Delporte                    |
| 1069 Planckia    | 1927 BC             | 28 ianuarie 1927   | Heidelberg              | M. F. Wolf                     |
| 1070 Tunica      | 1926 RB             | 1 septembrie 1926  | Heidelberg              | K. Reinmuth                    |
| 1071 Brita       | 1924 RE             | 3 martie 1924      | Crimeea-Simeiz⁠(d)       | V. A. Albițkii                 |
| 1072 Malva       | 1926 TA             | 4 octombrie 1926   | Heidelberg              | K. Reinmuth                    |
| 1073 Gellivara   | 1923 OW             | 14 septembrie 1923 | Vienna                  | J. Palisa                      |
| 1074 Beljawskya  | 1925 BE             | 26 ianuarie 1925   | Crimeea-Simeiz⁠(d)       | S. I. Beliavskii               |
| 1075 Helina      | 1926 SC             | 29 septembrie 1926 | Crimea-Simeiz           | G. N. Neuimin                  |
| 1076 Viola       | 1926 TE             | 5 octombrie 1926   | Heidelberg              | K. Reinmuth                    |
| 1077 Campanula   | 1926 TK             | 6 octombrie 1926   | Heidelberg              | K. Reinmuth                    |
| 1078 Mentha      | 1926 XB             | 7 decembrie 1926   | Heidelberg              | K. Reinmuth                    |
| 1079 Mimosa      | 1927 AD             | 14 ianuarie 1927   | Williams Bay⁠(d)         | G. Van Biesbroeck⁠(d)           |
| 1080 Orchis      | 1927 QB             | 30 august 1927     | Heidelberg              | K. Reinmuth                    |
| 1081 Reseda      | 1927 QF             | 31 august 1927     | Heidelberg              | K. Reinmuth                    |
| 1082 Pirola      | 1927 UC             | 28 octombrie 1927  | Heidelberg              | K. Reinmuth                    |
| 1083 Salvia      | 1928 BC             | 26 ianuarie 1928   | Heidelberg              | K. Reinmuth                    |
| 1084 Tamariwa    | 1926 CC             | 12 februarie 1926  | Crimeea-Simeiz⁠(d)       | S. I. Beliavskii               |
| 1085 Amaryllis   | 1927 QH             | 31 august 1927     | Heidelberg              | K. Reinmuth                    |
| 1086 Nata        | 1927 QL             | 25 august 1927     | Crimeea-Simeiz⁠(d)       | S. I. Beliavskii, N. Ivanov⁠(d) |
| 1087 Arabis      | 1927 RD             | 2 septembrie 1927  | Heidelberg              | K. Reinmuth                    |
| 1088 Mitaka      | 1927 WA             | 17 noiembrie 1927  | Tokyo⁠(d)                | O. Oikawa                      |
| 1089 Tama        | 1927 WB             | 17 noiembrie 1927  | Tokyo                   | O. Oikawa                      |
| 1090 Sumida      | 1928 DG             | 20 februarie 1928  | Tokyo                   | O. Oikawa                      |
| 1091 Spiraea     | 1928 DT             | 26 februarie 1928  | Heidelberg              | K. Reinmuth                    |
| 1092 Lilium      | 1924 PN             | 12 ianuarie 1924   | Heidelberg              | K. Reinmuth                    |
| 1093 Freda       | 1925 LA             | 15 iunie 1925      | Alger                   | V. P Jehovskii                 |
| 1094 Siberia     | 1926 CB             | 12 februarie 1926  | Crimeea-Simeiz⁠(d)       | S. I. Beliavskii               |
| 1095 Tulipa      | 1926 GS             | 14 aprilie 1926    | Heidelberg              | K. Reinmuth                    |
| 1096 Reunerta    | 1928 OB             | 21 iulie 1928      | Johannesburg⁠(d)         | H. E. Wood⁠(d)                  |
| 1097 Vicia       | 1928 PC             | 11 august 1928     | Heidelberg              | K. Reinmuth                    |
| 1098 Hakone      | 1928 RJ             | 5 septembrie 1928  | Tokyo⁠(d)                | O. Oikawa                      |
| 1099 Figneria    | 1928 RQ             | 13 septembrie 1928 | Crimeea-Simeiz⁠(d)       | G. N. Neuimin                  |
| 1100 Arnica      | 1928 SD             | 22 septembrie 1928 | Heidelberg              | K. Reinmuth                    |